# Przesmyki
Przesmyki is een dorp in de Poolse woiwodschap Mazovië. De plaats maakt deel uit van de gemeente Przesmyki en telt 670 inwoners.